# چشم‌سفید پهلوبلوطی
چشم‌سفید پهلوبلوطی (نام علمی: Zosterops erythropleurus) نام یک گونه از سرده چشم‌سفید است.